# 나열
나열(羅悅, 1957년 ~ )은 대한민국의 전 공기업인이다.

## 학력
- 철도고등학교 졸업
- ~ 1987 한국방송통신대학교 행정학 학사 졸업
- 서울시립대학교 대학원 경영학 졸업

## 경력
- 1975.01 ~ 1995.01 대한민국 철도청
- 1995.01 ~ 1999.12 서울특별시 도시철도공사 영업지도과 과장
- 2001.01 ~ 2003.11 서울특별시 도시철도공사 영업관리팀 팀장
- 2003.11 서울특별시 도시철도공사 영업계획팀 팀장
- ~ 2010.09 서울특별시 도시철도공사 서비스전략팀 팀장
- 2011.08 서울특별시 도시철도공사 인사팀 팀장
- ~ 2013.03 서울특별시 도시철도공사 총무인사처 처장
- 2013.03 ~ 2014.09 서울특별시 도시철도공사 기획조정실 실장
- 2014.09 ~ 2016.12 서울특별시 도시철도공사 고객서비스본부 본부장
- 2016.08 ~ 2016.12 서울특별시 도시철도공사 사장 직무대행
- 2016.12 ~ 2017.02 서울특별시 도시철도공사 사장